# 미갈목
미갈목(Uropigi)은 거미강의 하위 분류군이다. 미갈류의 절지동물은 흔히 식초전갈(영어: Vinegaroon) 또는 채찍전갈으로 불린다. 더듬이다리가 진화한 집게가 있지만, 전갈의 집게와 다른 구조이며 먹이를 움켜쥐고 잡아먹는다. 자신을 방어하기 위해 아세트산과 카프릴산의 혼합물을 뿌리는데, 식초냄새가 매우 강하게 난다. 이 때문에 식초전갈이라는 이름이 붙었으며, 긴 꼬리가 있기 때문에 미갈류 또는 채찍전갈이라는 이름이 붙었다. 첫째 다리쌍은 긴 촉각과 비슷하게 변형되었으며 더듬이다리와 첫째 다리쌍을 제외한 나머지 다리는 걷는다리이다. 야행성이며 낮에는 주로 돌 밑에 숨어있다. 육식성이다.